# Magenwürmer
Als Magenwürmer bezeichnet man eine Gruppe von Fadenwürmern mit unterschiedlicher taxonomischer Stellung, die vorzugsweise im Magen von Wirbeltieren parasitieren. Zu den Magenwürmern zählen:
- Abbreviata spp.,  im Magen von Reptilien, Amphibien und Säugetieren
- Amidostomum anseris, im Muskelmagen bei Wasservögeln
- Ascarops strongylina, bei Schweinen
- Ascarops dentata, bei Schweinen
- Capillaria putorii, bei Raubtieren, Igeln
- Cheilospirura hamulosa, im Muskelmagen bei Hühnervögeln
- Dispharynx nasuta, bei Vögeln
- Draschia megastoma, bei Pferden
- Echinuria uncinata, bei Vögeln
- Eustrongyloides tubifex, bei Wasservögeln
- Gnathostoma hispidum, bei Schweinen, selten Mensch
- Gnathostoma spinigerum, bei Raubtieren
- Gongylonema verrucosum, im Pansen bei Wiederkäuer
- Haemonchus contortus (Roter oder Gedrehter Magenwurm), bei Schafen, Ziegen und Hirschen
- Habronema
  - H. clarki, bei Capybaras
  - H. incertum, bei Vögeln
  - H. microstoma und H. muscae, bei Pferden
- Hyostrongylus rubidus, bei Schweinen, selten Kaninchen
- Hystrichis tricolor, bei Entenvögeln
- Mecistocirrus digitatus, im Labmagen bei Wiederkäuern, selten auch im Magen von Schweinen und Menschen
- Ollulanus tricuspis, bei Katzen, gelegentlich Schweine
- Ostertagia ostertagi (Brauner Magenwurm), vor allem bei Rindern
- Physaloptera
  - P. dilatata, bei Neuweltaffen
  - P. poicilometra, bei Mangaben und Meerkatzen
  - P. praeputialis, bei Katzen
  - P. rara, bei Hunden
  - P. tumefasciens, bei Makaken
- Physocephalus sexalatus, bei Schweinen, Kamelen, seltener bei Hasenartigen
- Spirura ritypleurites, bei Katzen
- Simondsia paradoxa, bei Schweinen, gelegentlich bei Hasenartigen
- Trichostrongylus axei bei Huftieren, selten Mensch